# Джалилов, Исмаил Туляганович
Исмаил Туляганович Джалилов (узб. Ismoil Jalilov; род. 29 января 1948, Ташкент) — узбекский оперный певец, драматический тенор. Заслуженный артист Узбекской ССР (1982), Народный артист Узбекистана (1999). Репертуар Джалилова обширен, в основном это партии из мировой классики. Почётный профессор Итальянской академии музыки Конкордия-Рома и Государственной консерватории Узбекистана, руководитель Национального симфонического оркестра Узбекистана.

## Биография
Исмаил Джалилов родился 29 января 1948 года в Ташкенте в семье рабочих. В детстве учился в школе-интернате с углублённым изучением русского языка и литературы. Любил книги, в 16 лет увлёкся музыкой, случайно увидев фильм, в котором пел Марио Ланца. Начал заниматься и петь в кружке пения в Кировском клубе, где в скором времени стал солистом.
После окончания 8-го класса, Исмаил пошёл работать на завод. На одном из вечеров «Весёлый Ташкент», в рамках конкурса молодых исполнителей, исполнил песню Муслима Магомаева «Шагает солнце по бульвару». После выступления Исмаил был приглашён в ансамбль «Синтез», а затем в ансамбль «Ялла», где был солистом.
В 1976 году Исмаил поступил на вокальное отделение Московской консерватории (класс народного артиста СССР, профессора З. Соткилавы). Во время приёма в Государственный академический Большой театр России Исмаил исполнил арию Рудольфа из оперы «Богема» Пуччини. В 1979—1981 годах пел в ГАБТе СССР (Москва). Его партнёрами были Зураб Соткилава, Владимир Атлантов, Владислав Пиявко.

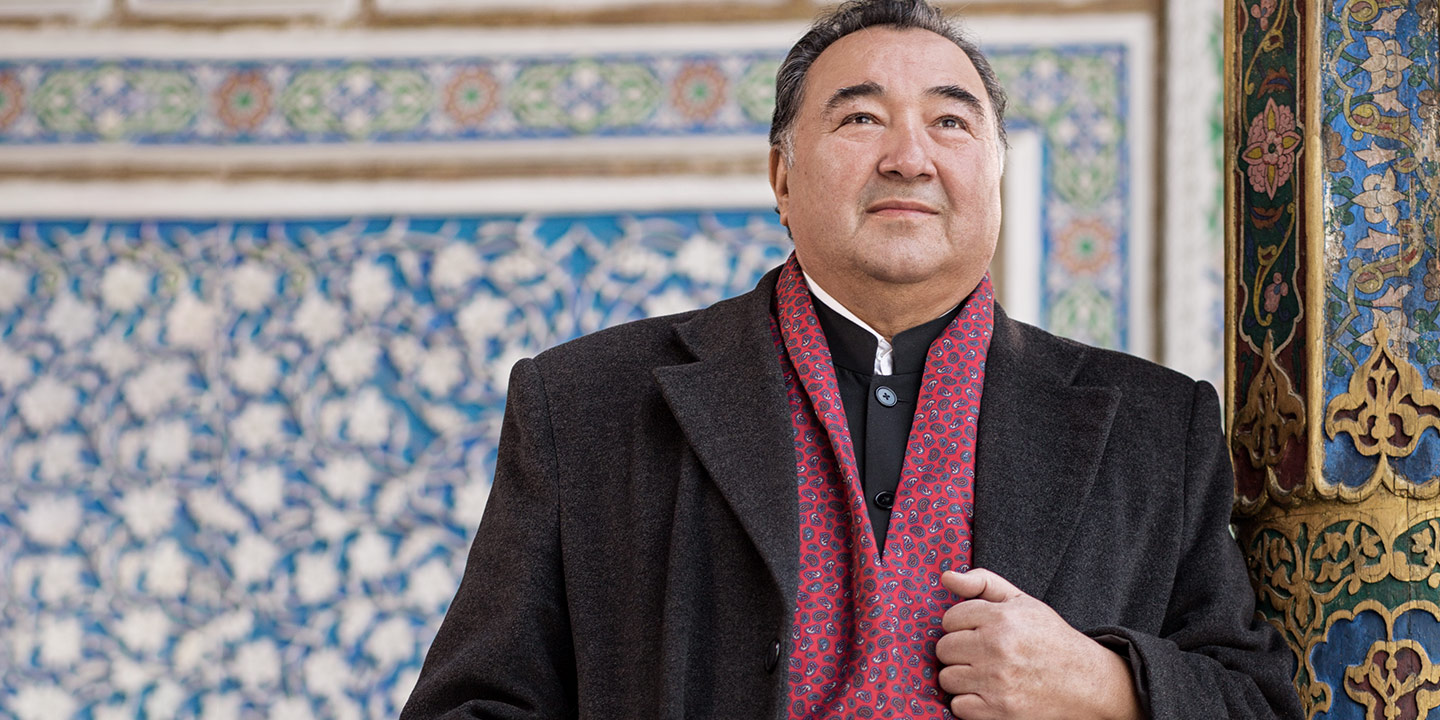
Исмаил Джалилов для журнала the Mag

Принял участие в Международном конкурсе вокалистов в Рио-де-Жанейро (Бразилия), где завоевал звание лауреата 1-й премии и был награжден золотой медалью Вилла-Лобоса (1979). Удостоен звания лауреата на Всесоюзном конкурсе вокалистов им. Глинки в 1977 году в Ташкенте (2-я премия).
Гастролировал в США, Франции, Германии, Финляндии, Италии, Турции, России, Таиланде.
Солист Узбекского театра оперы и балета им. Навои с 1981 года. Художественный руководитель Национального симфонического оркестра Узбекистана с 1998 года. В 2003 году окончил магистратуру Государственной консерватории Узбекистана и до настоящего времени ведёт там педагогическую деятельность, являясь профессором кафедры академического пения и оперы.
В 2002 году назначен директором Дворца музыки, что расположился в бывшем Дворце культуры ПО «Ташсельмаш».
Четверо из учеников Исмаила Джалилова — обладатели Государственной премии «Нихол», учреждённой президентом Узбекистана, трое — солисты ГАБТа им. А. Навои, Ангелина Ахмедова — стипендиат Программы Аткинс в Мариинском театре, Барно Исматуллаева, финалистка конкурса оперных певцов BBC в Кардиффе «Певец мира» (англ. BBC Cardiff Singer of the World competition), с 2016 года солистка Музыкального театра им. Станиславского и Немировича-Данченко в Москве.

## Семья
В 1982 году женился на Долгалёвой Светлане Николаевне. Имеет двух сыновей: Аскар Джалилов и Тимур Джалилов. 

## Партии
- «Пиковая дама» П. Чайковского — Герман
- «Риголетто» Дж. Верди — Герцог
- «Паяцы» Р. Леонкавалло — Канио
- «Отелло» Дж. Верди — Отелло
- «Кармен» Ж. Бизе — Хозе
- «Травиата» Дж. Верди — Альфред
- «Любовный напиток» Г. Доницетти — Неморино
- «Проделки Майсары» С. Юдакова — Чупон
- «Зебиниссо» С. Джалила — Рози

## Награды и звания
- Заслуженный артист Узбекской ССР (1982)
- Народный артист Узбекистана (1999)
- Орден «За бескорыстную службу» (26 августа 2023)[7].
- Орден «Трудовая слава» (29 августа 2018)[8]
- Медаль «За трудовое отличие» (14 ноября 1980) — за большую работу по подготовке и проведению Игр XXII Олимпиады[9]
- Лауреат первой премии Международного конкурса вокалистов имени В.Лобоса (1979). Награжден золотой медалью Вилла-Лобоса (Бразилия)
- Лауреат (2-я премия) на Всесоюзном конкурсе вокалистов им. Глинки в (1977)
- Профессор Итальянской академии музыки Конкордия-Рома
- Профессор Государственной консерватории Узбекистана
- Руководитель Национального симфонического оркестра Узбекистана